# Kolagi (rejon dokszycki)
Kolagi (biał. Калягі; ros. Коляги) – wieś na Białorusi, w obwodzie witebskim, w rejonie dokszyckim, w sielsowiecie Krypule.

## Historia
W czasach zaborów wieś leżała w gminie Pariafianów, w powiecie wilejskim w guberni wileńskiej Imperium Rosyjskiego.
W dwudziestoleciu międzywojennym wieś leżała w Polsce, w województwie wileńskim, w powiecie duniłowickim, od 1926 w powiecie dziśnieńskim, w gminie Parafianów.
Według Powszechnego Spisu Ludności z 1921 roku zamieszkiwało tu 147 osób, 4 były wyznania rzymskokatolickiego a 143 prawosławnego. Jednocześnie 1 mieszkaniec zadeklarował polską przynależność narodową, 144 białoruską 2 inną. Było tu 29 budynków mieszkalnych. W 1931 w 33 domach zamieszkiwało 188 osób.
Wierni należeli do parafii rzymskokatolickiej Parafianowie i prawosławnej w Hnieździłowie. Miejscowość podlegała pod Sąd Grodzki w Dokszycach i Okręgowy w Wilnie; właściwy urząd pocztowy mieścił się w Parafianowie.